# 上皮瓦瓦

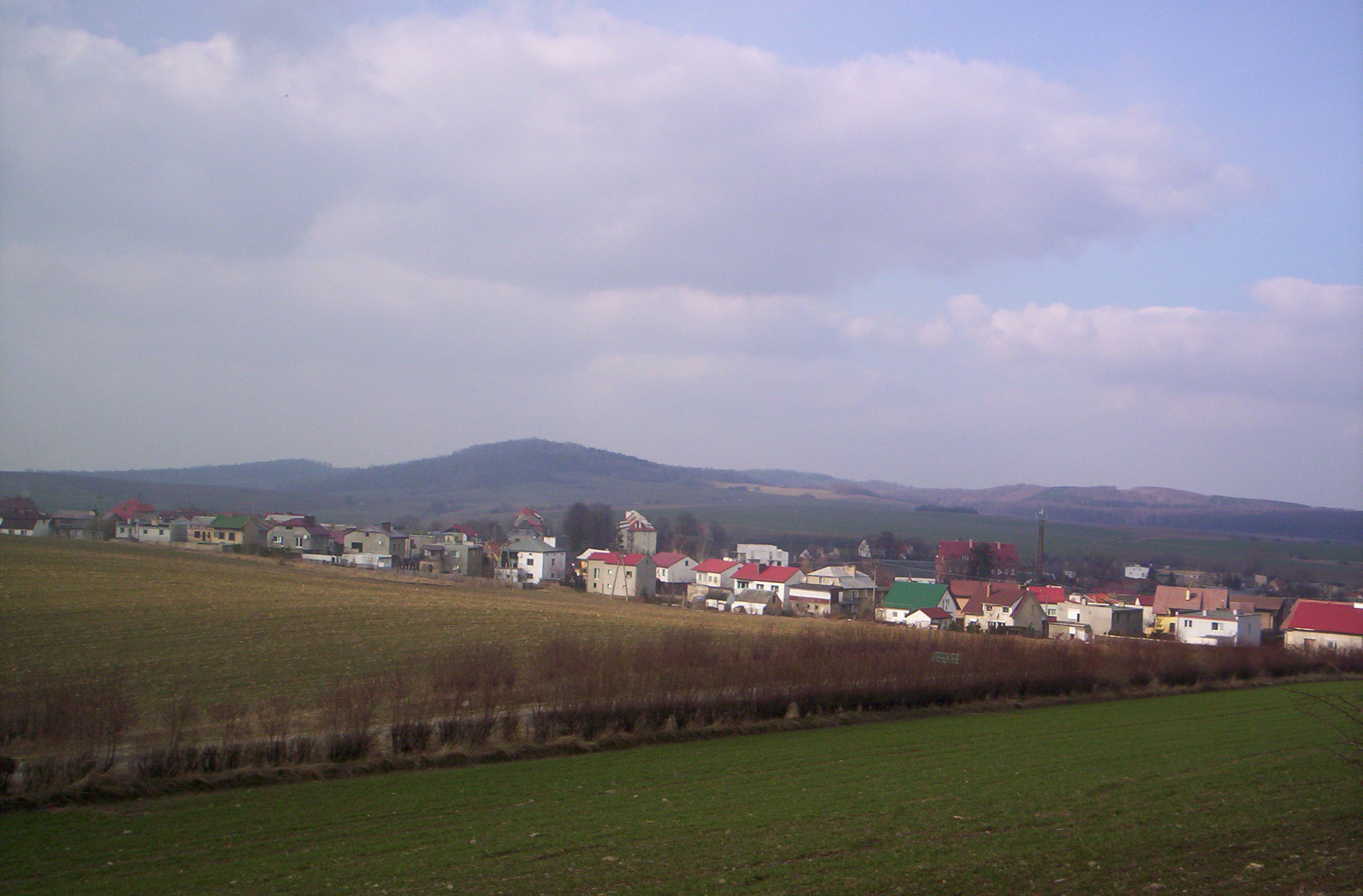

上皮瓦瓦是波蘭的城鎮，位於該國西南部，距離首府弗罗茨瓦夫54公里，由下西里西亞省負責管轄，始建於十六世紀，面積20.93平方公里，2008年人口6,747。

## 友好城市
- 法國 艾赖讷

## 外部連結
- Municipal website（页面存档备份，存于） （波兰語）

50°41′19″N 16°44′4″E / 50.68861°N 16.73444°E